# 新墨西哥州議會大廈
新墨西哥州議會大廈（New Mexico State Capitol）是美國新墨西哥州議會的開會地點，位於新墨西哥州首府聖菲。新墨西哥州議會大廈是美國的州議會大廈中唯一一個呈圓柱形的建築。